# Za Dengel d'Éthiopie
Za Dengel était négus d'Éthiopie sous le nom de Atsnaf Sagad II de 1603 à 1604.
Fils du prince Lesana Krestos lui-même fils cadet du négus Menas. Cousin germain du négus Yaqob, il est membre du conseil de régence pendant sa minorité. Il usurpe le trône du jeune souverain et est couronné le 3 septembre 1603. En avril 1604, il se convertit au catholicisme sous l'influence du jésuite espagnol Pedro Páez, qui le persuade de se rapprocher de l'Occident. Il écrit au pape Clément VIII et à Philippe III d'Espagne, leur demandant l'envoi d'artisans, de soldats et plus de pères jésuites pour instruire ses sujets. 
Quand il publie un édit proscrivant l'observation du sabbat, la réaction des Éthiopiens est violente. L'abouna Petros libère ses sujets de leur serment d'allégeance et excommunie Za Dengel. 
Une révolte militaire se termine par la défaite et la mort du roi, le 14 octobre 1604. Après trois ans de guerre de succession, Yaqob, rappelé par une partie de la noblesse, est vaincu et tué par les partisans de Susenyos à la bataille de Gol dans le Godjam le 10 mars 1607.